# Einheitensystem
Ein Einheitensystem, früher Maßsystem, ist eine Zusammenstellung von Maßeinheiten, bei dem jeder Größenart genau eine Einheit zugeordnet wird. In Deutschland wird im Allgemeinen das Internationale Einheitensystem (SI, französisch Système international d’unités) verwendet. Andere Einheitensysteme sind das CGS-System oder das angloamerikanische Maßsystem.

## Bedeutung
Physikalische Größen können immer nur als Vielfaches einer Maßeinheit (kurz: Einheit) angegeben werden. So lautet die Gleichung für den Zusammenhang von Ort, Zeit und Geschwindigkeit bei unbeschleunigter Bewegung
{\displaystyle {\frac {x}{x_{0}}}=K\cdot {\frac {v}{v_{0}}}\cdot {\frac {t}{t_{0}}}}
wobei {\displaystyle x_{0}} die Längeneinheit, {\displaystyle v_{0}} die Geschwindigkeitseinheit und {\displaystyle t_{0}} die Zeiteinheit ist.
{\displaystyle K} ist eine reelle Proportionalitätskonstante, die von der Wahl der Einheiten abhängt.
Durch Umformung dieser Gleichung kann man die Konstanten zusammenfassen und erhält
{\displaystyle x=C\cdot v\cdot t}
mit
{\displaystyle C=K\cdot {\frac {x_{0}}{v_{0}\cdot t_{0}}}}.
Wird zum Beispiel der Ort in Metern (m), die Zeit in Sekunden (s) und die Geschwindigkeit in Vielfachen der Vakuumlichtgeschwindigkeit ({\displaystyle c}) angegeben, dann ist {\displaystyle K=299\,792\,458} und die Konstante {\displaystyle C} lautet
{\displaystyle C=299\,792\,458\ \mathrm {\frac {m}{s\cdot c}} }
Hat man also zum Beispiel eine Geschwindigkeit von 0,5 c und eine Zeit von 2 s, so ergibt die Gleichung
{\displaystyle x=299\,792\,458\ \mathrm {\frac {m}{s\cdot c}} \cdot 0{,}5\ \mathrm {c} \cdot 2\ \mathrm {s} =299\,792\,458\ \mathrm {m} }
– ein schlüssiges Ergebnis.
Da es unpraktisch ist, in jeder Gleichung eine solche Konstante mitzuführen, wählt man Einheiten sinnvollerweise so, dass viele Konstanten zu 1 werden. So definiert man die Einheit der Geschwindigkeit als Meter/Sekunde (m/s also nach obigem Beispiel {\displaystyle v_{0}={\frac {x_{0}}{t_{0}}}}), und damit ergibt sich in obiger Gleichung die Konstante zu {\displaystyle C=1}, was dann die vertraute Gleichung
{\displaystyle x=v\cdot t}
ergibt.
Die Konstante in dieser Gleichung sagt also etwas über das verwendete Einheitensystem aus. Viele Naturkonstanten sind in Wahrheit "Einheitensystemkonstanten". So ist die Boltzmannkonstante {\displaystyle k_{\mathrm {B} }} nichts weiter als ein Umrechnungsfaktor zwischen Energie und Temperatur (weshalb die Temperatur auch gerne in Energieeinheiten angegeben wird). Sie sagt also eigentlich nichts über die Natur, sondern nur etwas über die verwendete Temperaturskala aus.

## Varianten
Während es aus Gründen der Anschauung wenig sinnvoll ist, ein Einheitensystem zu definieren, in dem {\displaystyle x=vt} nicht gilt, haben sich speziell für die physikalischen Größen der Elektrodynamik durchaus unterschiedliche Schreibweisen von Größen-Gleichungen etabliert. So lautet etwa die erste Maxwellgleichung im Vakuum in SI-Einheiten
{\displaystyle \operatorname {div\,} {\vec {E}}={\frac {\rho }{\varepsilon _{0}}},}
in Gaußschen cgs-Einheiten
{\displaystyle \operatorname {div\,} {\vec {E}}=4\pi \rho ,}
und in Heaviside-Lorentz-Einheiten (auch rationalisiertes cgs genannt)
{\displaystyle \operatorname {div\,} {\vec {E}}=\rho .}
Diese Schreibweisen unterscheiden sich aus Sicht des SI lediglich darin, dass in den beiden CGS-Systemen die Konstante {\displaystyle \varepsilon _{0}} willkürlich einer Zahl gleichgesetzt ist. Das hat zur Folge, dass die elektrische Stromstärke den Charakter einer Basisgröße in diesen Einheitensystemen verliert; darüber hinaus werden Maßeinheiten und Dimensionsangaben mehrdeutig: Ein Größenwert wie z. B. 2,0 cm kann dann das Maß einer Länge sein, aber z. B. auch das der Kapazität eines Kondensators.
Einige wichtige Einheitensysteme sind:
- SI-Einheitensystem (und dessen Vorläufer MKS-System und MKSA-System)
- Technisches Maßsystem
- CGS-Einheitensystem
- Gaußsches Einheitensystem
- Heaviside-Lorentz-Einheitensystem
- Geometrisierte Einheiten (in der Relativitätstheorie)
- Natürliche Einheiten (in der Hochenergiephysik)
- Atomare Einheiten (in der Atomphysik)
- diverse Systeme astronomischer Einheiten
- Planck-Einheiten